# عزیزآباد (بشرویه)
عزیزآباد، روستای کوچکی است از توابع دهستان کرند در بخش مرکزی شهرستان بشرویه در استان خراسان جنوبی در شرق ایران.
این روستا در سال ۱۳۸۵، تعداد ۶۴ نفر جمعیت داشته‌است.
از جمله آثار تاریخی این روستا، می‌توان قلعه عزیزآباد را نام برد.